# NGC 3048-2
NGC 3048-2 (другие обозначения — ZWG 92.71, PGC 1509261) — галактика в созвездии Лев.
Этот объект не входит в число перечисленных в оригинальной редакции «Нового общего каталога» и был добавлен позднее.